# Aermacchi SF-260
Il SIAI-Marchetti SF-260, in seguito Aermacchi SF-260, è un aeroplano monomotore ad ala bassa costruito e sviluppato dall'azienda italiana SIAI-Marchetti negli anni sessanta e successivamente commercializzato, oltre che dalla casa stessa, dalla Aermacchi, a seguito della sua acquisizione.
Progettato dall'ingegnere Stelio Frati, è destinato primariamente all'aviazione generale per uso sportivo e da turismo, ma grazie alle sue grandi capacità di addestratore basico è largamente usato nelle scuole di volo, anche in quelle militari.
L'Aeronautica Militare lo utilizza come addestratore basico e i piloti prendono il primo brevetto della loro carriera (il BPA, Brevetto Pilota di Aeroplano) a bordo di questo aereo. È stato prodotto in più di 900 esemplari, risultando così, insieme all'Aermacchi MB-326, l'aereo italiano di maggior successo commerciale nel dopoguerra per velivoli della sua categoria. Dal gennaio 1997 il progetto è passato all'Aermacchi, che, con la costituzione di un team dedicato sia per la progettazione sia per l'assemblaggio, ha rinvigorito il progetto con modifiche tanto strutturali quanto impiantistiche, facendo rivivere alla macchina una seconda giovinezza. Tra le modifiche principali introdotte dal team possiamo ricordare l'adozione di un nuovo impianto combustibile, l'installazione di un impianto di condizionamento, l'introduzione dell'autopilota, nuovi sedili, oltre a un'avionica di ultima generazione.

## Storia del progetto
L'SF-260 fu progettato agli inizi degli anni sessanta come sviluppo di un altro aereo di successo che l'ingegner Frati realizzò per l'Aviamilano, l'F.8 Falco. L'aereo avrebbe dovuto essere più moderno e soprattutto adatto alla produzione in serie: il progetto, denominato F.250, fu acquistato dalla SIAI-Marchetti che, dopo alcune modifiche, tra cui l'adozione di un motore più potente, lo mise in produzione nel 1966. Le grandi doti acrobatiche e di addestratore basico lo resero un prodotto molto interessante per le aviazioni militari e così ne venne prodotta la versione M, a cui furono apportate modifiche nella strumentazione e che consentiva l'utilizzo di carichi bellici a scopo addestrativo.
La versione espressamente progettata per ruoli di attacco al suolo e antiguerriglia è l'SF-260 W Warrior, che può portare fino a 300 kg di lanciarazzi, bombe, mitragliatrici, pod fotografici e lanciabengala. Fu anche realizzata una versione per il pattugliamento marittimo, l'SF-260SW Sea Warrior, dotata di contenitori sganciabili contenenti battelli di salvataggio e kit per la sopravvivenza in mare.
Nel 1980 volò la versione SF-260TP, dotata di un motore turboelica Allison 250B17 con potenza massima di 420 hp, che ne aumentò le prestazioni facilitando il supporto tecnico logistico.
La differenza, grazie ai 160 hp di potenza extra (declassati a 320 hp nella versione civile e 350 hp nella versione militare), ha avuto come risultato l'incremento delle prestazioni: velocità da 330 a 422 km/h, velocità di salita da 7,5 a 11 m/s, quota di tangenza da 4 500 a 7 500 m. L'autonomia ne è risultata però assai inferiore, da 1 600 a 950 km, e il successo commerciale, causa ritardi tecnici e maggiori costi (le macchine leggere non hanno vantaggi concreti a passare ai motori a turbina, evidentemente), è stato ben modesto rispetto alla macchina con il motore a pistoni, che ha continuato a esser prodotta.
Gli ultimi modelli prodotti sono l'SF-260E e l'SF-260F: con motore migliorato, a iniezione il primo dei due, presentato senza successo al concorso per il nuovo addestratore basico USAF; con motore a carburatori normali il secondo. Per l'Aeronautica Militare Italiana è stata prodotta una versione speciale, l'SF-260EA, dotata di prestazioni e avionica migliorata, che è entrata in servizio nel corso del 2006, confermando così l'incredibile longevità che hanno ormai raggiunto i moderni progetti aeronautici.
Il 31 luglio 2012 viene consegnato allo Zambian Air Force and Air Defence Command il 900º esemplare prodotto, facendone dell'SF-260 l'addestratore italiano più venduto del dopoguerra.

## Tecnica

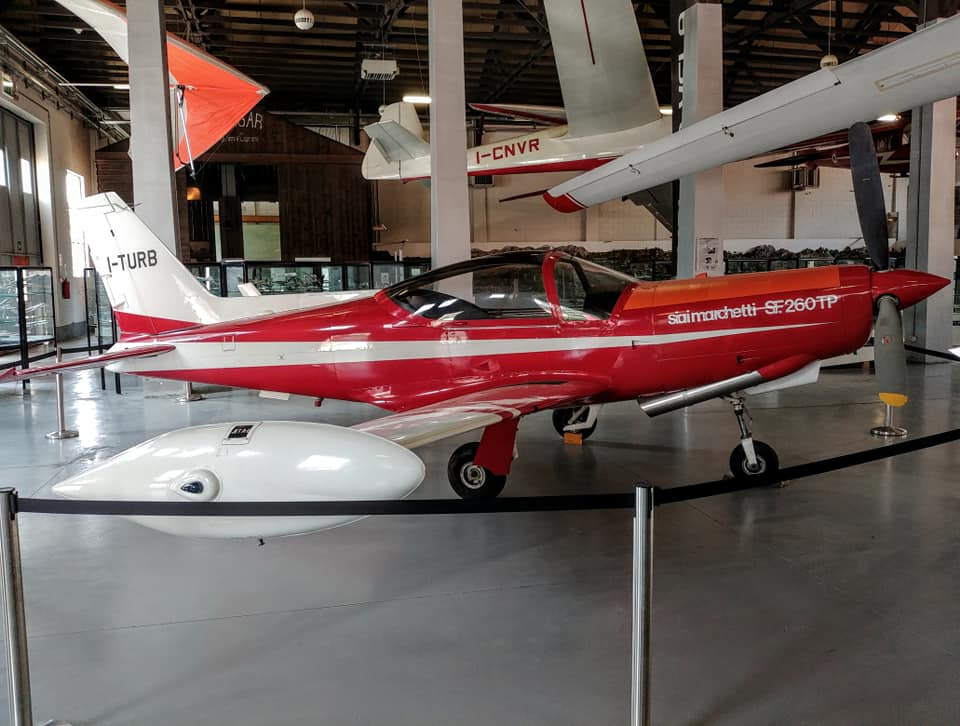
SF-260 esposto al Parco e Museo di Volandia.

L'SF-260 è interamente metallico, monoplano, di configurazione classica ma ottimamente curato come aerodinamica ed armonizzazione dei comandi. È anche una delle macchine più costose nella sua categoria. Il pilota dispone di un'ampia visuale, ma c'è posto anche per un passeggero affiancato e uno posteriore, normalmente utilizzato solo nell'impiego civile. Le ali sono basse, con un leggero diedro positivo (sono cioè inclinate verso l'alto), monolongherone, con il carrello triciclo anteriore interamente retrattile. I serbatoi alle estremità sono da 72 litri, oltre a quelli da 49,5 l posti nelle ali, per un totale di 243 litri, di cui 235 l usabili.
Il motore è un Avco Lycoming O-540-E4A5 con alimentazione a carburatore oppure iniezione nelle versioni D ed E, a 6 cilindri contrapposti raffreddato ad aria abbinato ad un'elica bipala metallica a passo variabile. È dotato di radio VHF e altri equipaggiamenti basici per il volo, mentre l'armamento (nelle apposite versioni) è trasportato in due o talvolta 4 punti d'aggancio. L'assortimento è sulla carta notevole, con razziere, bombe fino a 125 kg, fotocamere e mitragliatrici leggere binate. In realtà i margini di peso sono talmente esigui che il carico massimo di 300 kg può essere impiegato solo con un unico pilota a bordo, mentre il carico normale difficilmente supera la metà di quanto riportato (ovvero molto poco). Non pare che esistano corazzature degne di nota, almeno nell'SF-260 basico e in quelli della versione W; esistono forse nel SF-260TP, ma la differenza di peso appare molto modesta rispetto alla macchina originale.

## Impiego operativo

### Italia

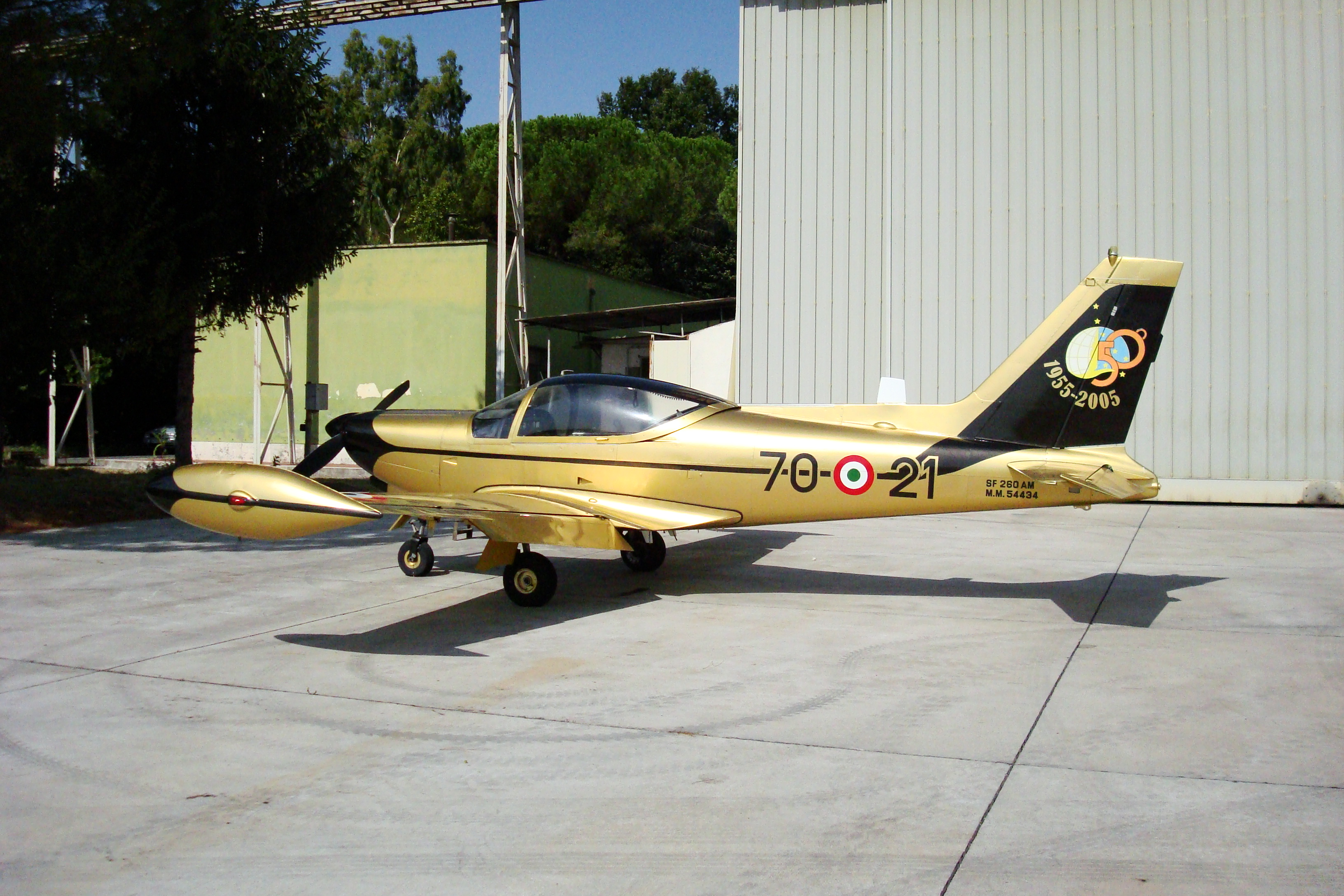
Lo Special Color realizzato per festeggiare i 50 anni del 70º Stormo

Oltre che per la sua maneggevolezza, si è dimostrato valido come addestratore basico grazie alla strumentazione di bordo, che permette di apprendere facilmente i rudimenti del volo, anche strumentale. Nel 1976 l'A.M. acquistò 45 esemplari della versione SF-260AM, appositamente realizzata. A partire dal 9 giugno 2005 sono stati consegnati al 70º Stormo gli esemplari della nuova versione SF-260EA, dotata di una moderna avionica, cabina più confortevole e in grado di semplificare le operazioni di manutenzione.
L'ultimo volo in servizio nell'AMI di un SF-260AM è avvenuto il 19 settembre 2009 in un'apposita cerimonia alla base del 70º Stormo a Latina. Quasi subito la versione SF-260EA non ha pienamente soddisfatto le aspettative dell'Aeronautica Militare soprattutto a causa di alcuni problemi di spegnimento in volo del motore.
Tale situazione nacque nonostante l'Aermacchi stessa proponesse la versione con motore a turbina, più economica, meno assetata nei consumi e più versatile, tanto da poter esser usata con qualsiasi condizione meteorologica e da essere già in uso, questa turbina, nell'elicottero Breda-Nardi-Hughes NH-500, già in uso al 72º Stormo dell'Aeronautica Militare. Successivamente, l'Aermacchi ha proposto, senza oneri aggiuntivi, all'Aeronautica Militare, dei kit after-market per ovviare all'inconveniente dello spegnimento del motore a pistoni in volo; offerta rifiutata e che ha portato alla messa a terra di tutte le nuove macchine fino a data da destinarsi. Nel frattempo tutte le vecchie versioni erano state radiate e rottamate, lasciando tutte le Scuole di Volo Basico dell'A.M. senza aeromobili.

### Altri paesi
La Libia, con circa 250 aerei ordinati (un numero spropositato, anche considerando che si tratta del modello armabile), è il maggior utilizzatore, nella versione specifica WL. Risulta esser stato impiegato nel conflitto Libia-Ciad degli anni ottanta, subendo peraltro pesanti perdite a causa delle prestazioni e della leggerezza del velivolo, troppo modeste per sopravvivere in un contesto bellico di una qualche difficoltà.
Tra gli utilizzatori figurano Nicaragua, Ciad (esemplari catturati ai libici), Uganda, Somalia e altri ancora.

### Filippine
Anche le Filippine li hanno impiegati in azioni belliche antiguerriglia, così come hanno fatto anche quasi tutti i paesi del Terzo Mondo che li hanno acquistati, perché avevano bisogno di un aereo economico d'attacco più che di un costoso addestratore basico.
Nell'ottobre 2007 il Dipartimento della Difesa delle Filippine ha ordinato 18 esemplari nuovi del SF-260F/PAF all'Alenia Aermacchi, il cui costo del contratto è ammontato a circa 13,8 milioni di dollari. Il contratto, che rientrava nell'ambito del programma di ammodernamento della Hukbong Himpapawid ng Pilipinas, ha compreso, oltre agli aeroplani, anche l'addestramento dei piloti e dei tecnici, l'assistenza post-vendita e la fornitura di attrezzature di supporto a terra e di parti di ricambio. L'assemblaggio finale è stato affidato "in loco" all'Aerotech Industries Philippines.
Insieme all'Italia e alla Libia, l'aviazione militare filippina è tra le principali clienti del SF-260, infatti lo ha avuto in servizio sin dal maggio 1973 nelle versioni SF-260MP (32 esemplari), SF-260WP (16 aerei) e SF-260TP (18 velivoli).
L'SF-260MP/WP era propulso da un motore a 6 cilindri Lycoming O-540 che azionava un'elica bipala, mentre l'SF-260TP era dotato di una turbina Allison 250-B17D con elica tripala.
Gli esemplari della versione SF-260MP sono stati impiegati per l'addestramento iniziale dal 100th Training Wing di Fernando, mentre quelli della versione SF-260WP "Warrior" furono inizialmente assegnati al 15th Strike Wing di Sangley Point ed impiegati in missioni di controguerriglia nel Sud del paese e, successivamente nei primi anni ottanta del secolo scorso, trasferiti al 100th Training Wing ed adoperati come addestratori basici. Nel 1986 sei macchine di questa versione furono rivenduti al Burkina Faso.
I modelli della variante SF-260TP (ordinati nel dicembre 1991) vennero assegnati al 15th Strike Wing per svolgere missioni di antiguerriglia. Erano predisposti per trasportare fino a 300 kg di carico bellico distribuito equamente sui due piloni alari. Il loro carico prevedeva essenzialmente bombe da 110/260 libbre, lanciarazzi LAU 68/131, lanciatori di flares Mk.24, lanciabombe da esercitazione B-37K e cannoni da 12,7 mm oppure da 7,62 mm.
Verso la metà degli anni novanta fu lanciato il programma Layang, il quale prevedeva la conversione di 18 macchine tra la versione SF-260MP e SF-260WP alla variante a turbina SF-260TP con l'avionica aggiornata; il primo aereo così convertito volò nel giugno 1996.

### Primati
Viste le sue grandi doti velocistiche, dovute ad un design avanzato (e molto ispirato al caccia P-51 Mustang) e al carrello retrattile, l'aereo richiamò l'attenzione del mondo aeronautico per alcuni record conquistati nella sua classe di velivoli:
- 17 ottobre 1968: velocità di 344,51 km/h;
- 25 marzo 1969: velocità di 322,52 km/h su circuito chiuso di 1.000 km
- 29 marzo 1969: velocità di 369,43 km/h su circuito chiuso di 100 km

## Utilizzatori

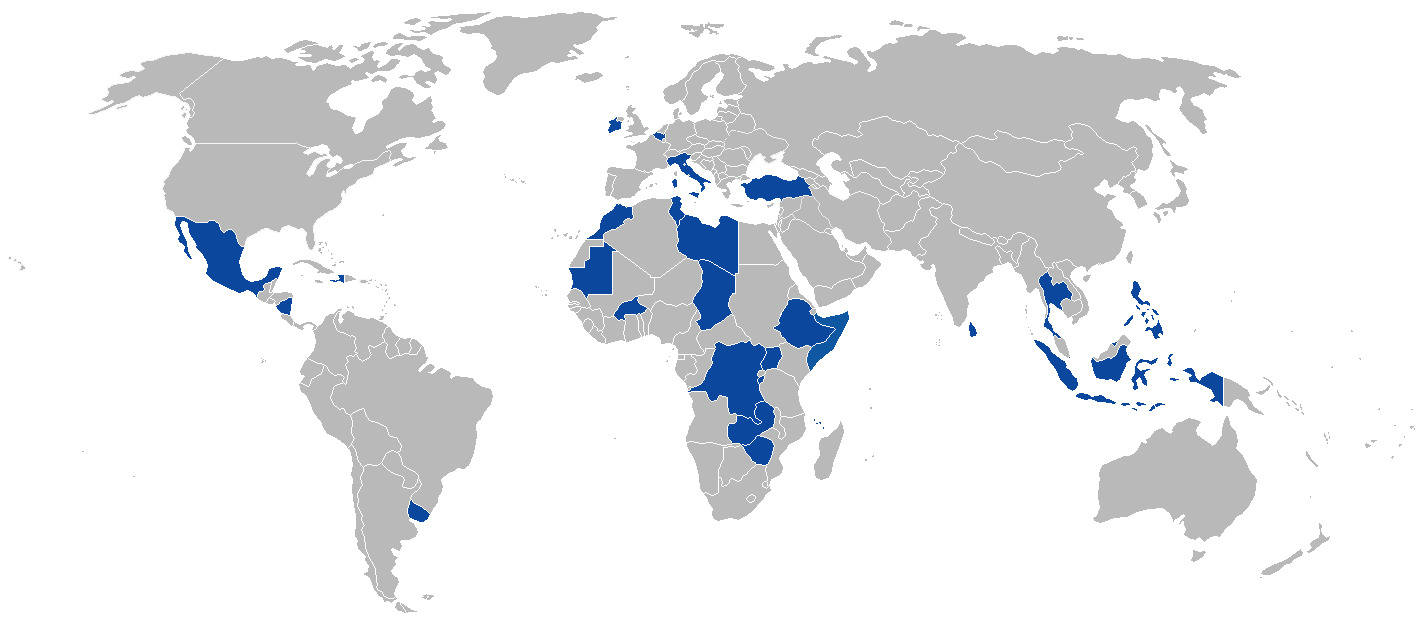
Mappa parziale degli operatori dell'Aermacchi SF-260

### Aerolinee civili

Un SF-260 dell'Alitalia nel 1985.

Belgio
- SABENA

12 SF-260 (1968-?)
 Italia
- Alitalia - Linee Aeree Italiane

6 SF-260C (1980-1991)
 Marocco
- Royal Air Maroc

3 SF-260M
 Regno Unito
- British Midland International

1 SF-260 (1978)

### Altri operatori civili
Circa 180 esemplari del velivolo, compresi diversi di provenienza militare, sono stati venduti sul mercato civile. Tra di essi la scuola di volo statunitense Air Combat USA utilizza 9 SF-260s per i propri corsi di combattimento aereo simulato.

### Operatori militari

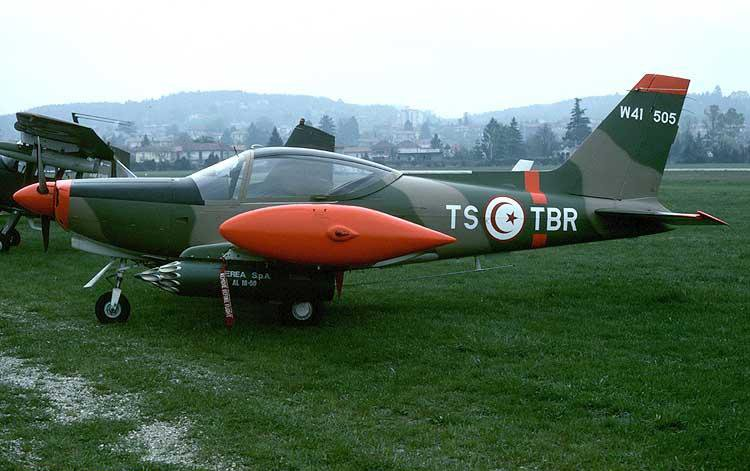
Un SF-260 della tunisina Al-Quwwat al-Jawwiyya al-Tunisiyya

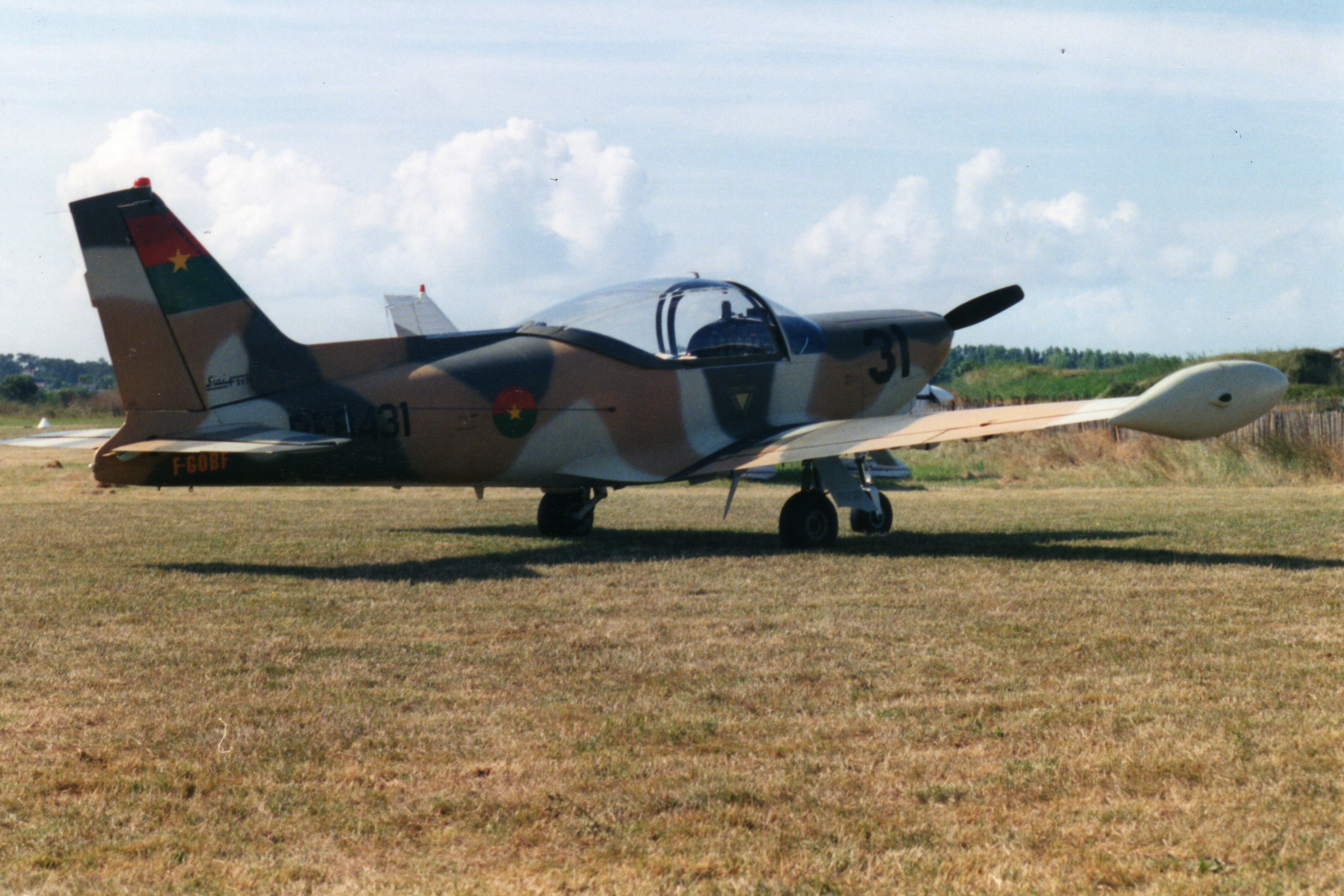
L'SF-260 W (C/N: 116 del 1968) con immatricolazione francese F-GOBF, ex BF8431 della Force Aérienne de Burkina Faso, sfoggia ancora la livrea dello stato africano.

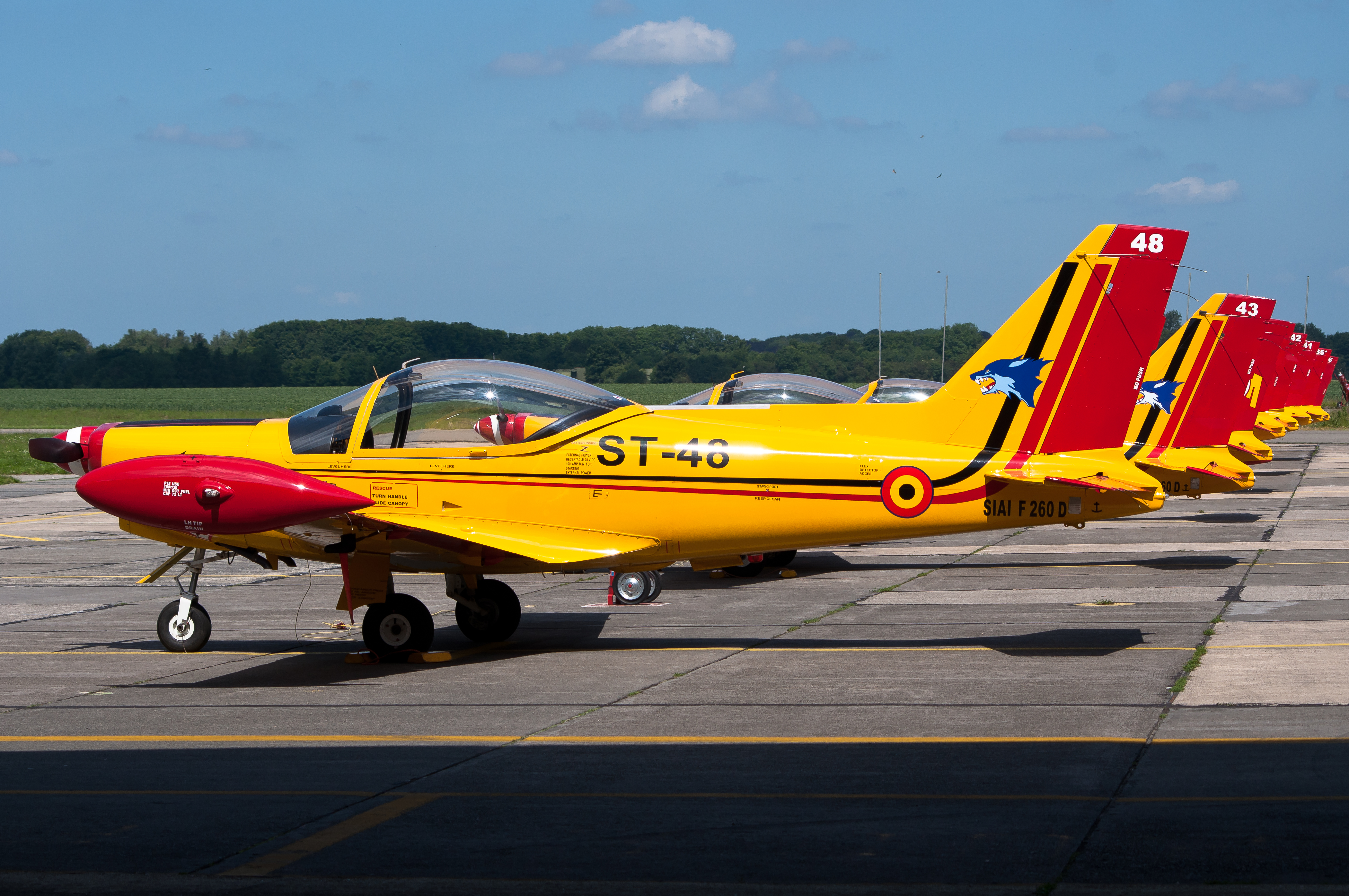
Un allineamento di SF-260D nei colori della Composante air de l'armée belge.

Belgio
- Composante air de l'armée belge
  - 5th Squadron (Beauvechain)
  - 9th Squadron (Beauchevain)

36 SF.260M ordinati all'inizio del 1969, e consegnati tra il novembre dello stesso anno e la primavera del 1971. Ulteriori 9 aerei, della versione SF.260D, sono stati ordinati e consegnati nel 1992.
 Birmania
- Tatmadaw Lei

10 SF-260M e 11 SF-260W (1975-1990). 12 esemplari ceduti allo Sri Lanka nel 1991.
 Bolivia
- Fuerza Aérea Boliviana

6 SF-260W (1978-1987).
 Brunei
- Tentera Udara Diraja Brunei

2 SF-260W Warrior (1982-1998)
 Burkina Faso
- Force Aérienne de Burkina Faso
  - Escadrille d'Chasse - BA 210 (Bobo-Dioulasso)

23 esemplari ricevuti 19 dei quali ex libici e 3 ex boliviani. 4 SF-260W in servizio a fine 2020.
 Burundi
- Armée Nationale du Burundi
  - Escadrille d'Avions (Bujumbura)

3 SF-260C (1981), 1 (8?) SF-260WL ex libici, 4 SF-260TP. All'agosto 2017 restano in servizio 2 SF-260WL, 2 SF-260TP mentre non si conosce il numero degli esemplari ancora in servizio degli SF-260C. Cinque esemplari in servizio tra tutte le versioni a fine 2020.
 Ciad
- Force Aérienne Tchadienne
  - Escadrille d'Appui (N'Djamena)

9 SF-260WL catturati ai libici, di cui 6 operativi. 1 SF-260WL in servizio a fine 2020.
 Comore
- Comore Air Force

17 SF-260C e 14 SF-260W (1977) ma in realtà consegnati alla Rhodesia. Successivamente furono ordinati altri 3 SF-260W (1978), non è chiaro se mai effettivamente consegnati.
 RD del Congo ( Zaire dal 1971 al 1997)
- Force Aérienne Zaïroise (1971-1997)
- Force Aérienne du Congo (1997-oggi)

12 SF-260M (1971) e 9 SF-260MZ (1982), 5 in servizio all'ottobre 2018, tutti entro fine 2019
 Emirati Arabi Uniti
- Al-Quwwāt al-Jawiyya al-Imārātiyya

1 SF-260W (1975-1983), 6 SF-260TP (1983). Tutti radiati.
 Etiopia
- Ye Ithopya Ayer Hayl
  - 31º Gruppo (Dire Dawa)

23 SF-260TP consegnati, 4 in servizio a fine 2020.
 Filippine
- Hukbong Himpapawid ng Pilipinas
  - 17th Attack Squadron (Cavite)
  - 25th Attack Squadron (Zamboanga)
  - 102nd Pilot Training Squadron (Lipa)

Tra il 1972 ed il 1974 acquistati 32 SF-260M e 16 SF-260W, 18 SF-260TP nel 1991 e 18 SF-260FH nel 2008. Al febbraio 2020 risultano in servizio 17 SF-260FH, 16 SF-260TP e 10 SF-260M;. Secondo altre fonti ne sarebbero ancora in servizio solo 21 tra le varie versioni
 Haiti
- Armée de l'Air Haïtienne

6 SF-260TP (1992), tutti radiati.
 Indonesia
- Tentara Nasional Indonesia Angkatan Udara

19 ricevuti di seconda mano dall'Aeronautica di Singapore nel 2002-2003. 18 in servizio a fine 2020.
 Irlanda
- Aer Chór na hÉireann

10 SF-260W (1977) più un altro in sostituzione di un esemplare perduto (1979). Radiati nel 2004.
 Italia
- Aeronautica Militare
  - 207º Gruppo

45 SF-260AM acquisiti a partire dal 1976, sostituiti a partire dal 2004 da 30 SF-260EA (Enhanced Aircraft), tutti ancora in servizio a fine 2019.
 Libia
- Al-Quwwat al-Jawwiyya al-Libiyya

240 tra SF-260C e SF-260WL consegnati.
 Mali
- Force aérienne de la République du Mali

1 SF-260A consegnato.
 Mauritania
- Force aérienne de la République Islamique de Mauritanie
  - Ecole Militaire de l'Air

4 SF-260EU consegnati.
 Messico
- Fuerza Aérea Mexicana

25 SF-260E consegnati.
 Nicaragua
- Fuerza Aérea Nicaragüense

tra 4 e 6 SF-260WL ex libici. Tutti radiati.
 Rhodesia
- Rhodesian Air Force

17 SF.260C e 14 SF.260W (1977-1979).
 Singapore
- Angkatan Udara Republik Singapura

16 SF.260M ordinati nel 1971, per il ruolo base di addestramento al volo (due sono stati persi durante il volo di consegna e non sono stati sostituiti), più due lotti di 6 SF.260W ognuno ordinati nel 1979 e nel 1981. Tutti questi aerei rimasero in servizio fino al 1999, e 19 furono trasferiti all'aeronautica indonesiana a partire dal 2002.
 Somalia
- Ciidamada Cirka Soomaaliyeed

12 SF-260C (1979). Non più operativi.
 Sri Lanka
- Sri Lanka Guwan Hamudawa

11 SF-260TP in servizio dal 1985 al 2001, più 12 SF-260W ex Aeronautica militare birmana in servizio dal 1991 al 2001.
 Thailandia
- Kongthap Akat Thai

18 SF-260M (1973-1999).
 Tunisia
- Al-Quwwat al-Jawwiyya al-Tunisiyya

9 SF-260CT e 12 SF-260WT Warrior ricevuti tra il 1974 e il 1978.. A fine 2020 risultano in servizio 17 esemplari tra le varie versioni
 Turchia
- Türk Hava Kuvvetleri
  - 123 Başlangıç Eğitim Filosu (Izmir)

40 SF-260D (1990) di cui 36 assemblati in Turchia.. A tutto il 2017 gli esemplari in servizio erano 35. A fine 2020 risultano in servizio 35 esemplari.
 Uganda
- Ugandan Air Force
  - Flying Training Squadron (Gulu)

2 SF-260WL ex libici più 6 SF-260M. A fine 2020 ne risultano in servizio 4 esemplari
 Uruguay
- Fuerza Aérea Uruguaya
  - Escuela Militar de Aeronautica (Pando)

13 T-260EU acquistati nel 1999. A fine 2020 ne risultano in servizio 10 esemplari
 Venezuela
- Fuerza Aérea Venezolana
  - Escuadron 141 Entrenamiento Primario (Boca del Rio)

12 SF-260EU consegnati nel 2000-2002, tutti in servizio a fine 2019. A fine 2020cne risultano in servizio 12 esemplari
 Zambia
- Zambia Air Force
  - Flying Training School (Livingstone)

9 SF-260MZ consegnati tra il 1970 e il 1971. Ulteriori 9 SF-260TW consegnati tra il 2012 e il 2016.
 Zimbabwe
- Air Force of Zimbabwe
  - 6th Squadron (Gweru)

6 SF-260F (1998) più oltre 30esemplari ex-Rhodesiani. A fine 2020 ne risultano in servizio 28 esemplari. Il 3 febbraio 2023 uno di questi è precipitato dopo l'impatto con una linea elettrica

## Velivoli comparabili
Brasile
- Aerotec Uirapuru;
- Neiva Universal.

 Finlandia
- Valmet L-70 Vinka.

 Svezia
- Saab Safari

## Cultura di massa

### Film
In ambito cinematografico, un SF-260TP compare nel film Quantum of Solace (2008), 22º capitolo della saga di James Bond.

### Televisione
Nella stagione 19, episodio 2, di Top Gear, i conduttori Jeremy Clarkson, Richard Hammond e James May, sfidano un SF-260 (N16FD) e un SF-260C (N68FD) in una gara a Laser Quest, guidando tre auto: Lexus LFA, Aston Martin Vanquish e Dodge Viper, nell'autodromo di Willow Springs.

## Trasvolata del SIAI-Marchetti SF-260C

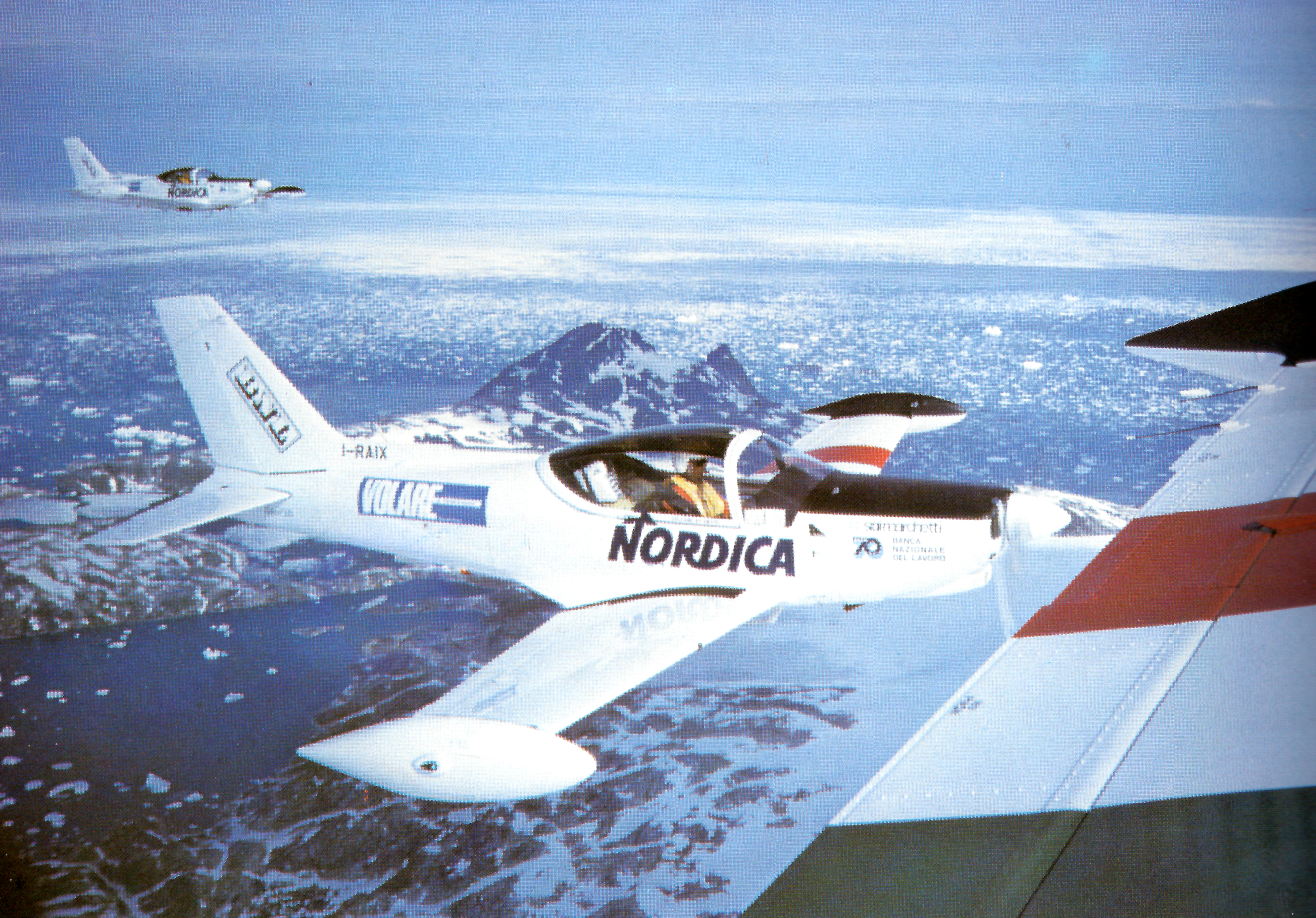
L'aereo della trasvolata.

Per ricordare il 50º anniversario della "Crociera aerea del Decennale", quando ventiquattro idrovolanti SIAI-Marchetti S.55X decollati il 1º luglio 1933 da Orbetello raggiunsero gli Stati Uniti al comando del generale Italo Balbo, la SIAI-Marchetti ha organizzato un raid aereo.
Il 3 luglio 1983, al termine della MAV – Manifestazione Aerea di Vergiate, nove SF-260C decollarono dall'aeroporto di Vergiate ed effettuarono, seguendo la rotta polare percorsa cinquant'anni prima da Italo Balbo, un volo di 8.000 km per raggiungere la città di Chicago. Il capo formazione era il Comandante Floro Finistauri (pilota sperimentatore SIAI) poi deceduto durante un'esibizione. A questi nove SF-260C si aggiungeva il bimotore turboelica Alenia G.222 della 46ª Brigata aerea di Pisa, messo a disposizione dall'Aeronautica Militare, con il compito di assicurare l'assistenza radio e di trasportare materiale e specialisti.
I velivoli, destinati a clienti statunitensi, i primi di un consistente lotto venduto in quell'anno oltreoceano, avevano una livrea bianca, il tricolore dipinto sulle semiali sinistre e sui corrispondenti piani orizzontali di coda, e recavano in evidenza le scritte degli sponsor: Nordica, Banca Nazionale del Lavoro, Volare. Chi era presente al loro arrivo a Chicago racconta che Pat Ford, lo speaker della manifestazione "Air and Water Show", così ha annunciato l'arrivo della formazione: «Attenzione. Questa è la pattuglia italiana: gli spettatori rimangano seduti e abbassino la testa». In effetti, nel corso della manifestazione aerea organizzata per le celebrazioni del 150º anniversario della fondazione della città di Chicago ben seicentomila persone sabato 16 luglio ed un milioneduecentomila la domenica successiva assistettero al pregevole repertorio acrobatico offerto dai piloti dei nove SIAI Marchetti SF-260C, fortemente ispirato a quello delle famose Frecce Tricolori, reparto dal quale provenivano molti piloti del gruppo.
Al rientro dalla trasvolata, si costituì a Thiene, con quattro SF-260C, la pattuglia acrobatica delle Alpi Eagles.

### I partecipanti
Piloti del team
- Floro Finistauri, pilota sperimentatore SIAI Marchetti e Comandante della pattuglia;
- Angelo Boscolo, ex Frecce Tricolori;
- Arrigo Cuneo, ex pilota dell'Aeronautica Militare Italiana e di Alitalia;
- Giuseppe Liva, ex Frecce Tricolori;
- Massimo Montanari, ex Frecce Tricolori;
- Michael K. Moore, ex pilota dell'USAF;
- Pietro Purpura, ex Frecce Tricolori
- L. Vincenzo Soddu, ex Frecce Tricolori;
- Auro Terzi, ex pilota dell'Aeronautica Militare Italiana e di Alitalia
- Sergio Valori, ex Frecce Tricolori.

Specialisti
- Carmelo Francaviglia;
- Paolo Nizzetto;
- Gottardo Rezzola.

Equipaggio del G.222 della 46ª Aerobrigata dell'Aeronautica Militare Italiana
- Comandante Sandro Vagnoli;
- Dario Peracchia;
- Attilio Volpe;
- Luciano Cavallo;
- Eugenio Bazzichi;
- A. Luigi Manfredi;
- Giuseppe Lantosca;
- Leonardo Conte;
- Adriano Ciancolini.

Giornalisti al seguito
- Riccardo Grassetti;
- Mauro Di Croce;
- Bruno Stella;
- Roberto Gentili.

### Le tappe del raid
Domenica 3 luglio 1983
Partenza da Vergiate fino Troyes, 120 km a sud di Parigi, primo appuntamento in terra straniera.
Lunedì 4 luglio
Accolti da cornamuse arrivano ad Aberdeen in Scozia.
Martedì 5 luglio
Lo stacco per Reykjavík, tute arancione da sub danno un tono di colore ai protagonisti, che si attrezzano per il volo transoceanico, con grande partecipazione degli islandesi.
Giovedì 7 luglio
Arrivo a Narsarsuaq.
Venerdì 8 luglio
Dopo aver sorvolato immense distese di iceberg, arrivo sul continente americano a Goose Bay Terranova. Breve sosta, rifornimento ed immediato trasferimento a Montréal, una tappa difficile ed impegnativa, considerate le avverse condizioni meteorologiche.
Sabato 9 luglio
Prima esibizione acrobatica in terra americana ed incontro con la comunità italo-canadese.
Lunedì 11 luglio
Esame da parte dei funzionari della Federal Aviation Administration per la verifica del livello professionale dei piloti e rilascio dell'abilitazione ad effettuare voli acrobatici negli Stati Uniti.
Martedì 12 luglio
Esibizione a Freeport;
Giovedì 14 luglio
Arrivo ufficiale a Chicago tra le note dell'Inno di Mameli.
15 - 16 - 17 luglio
Chicago è in festa per le celebrazioni del 150º anniversario della fondazione, il 50º anniversario del Museo della Scienza e dell'Industria, le nozze d'argento del Chicago Park District. I nove SF-260 si esibiscono assieme alle pattuglie acrobatiche dei Thunderbirds, Snowbirds, Golden Knights e tanti altri velivoli.

## Modellismo
L'SF-260 è stato decisamente trascurato dalle case produttrici nonostante l'enorme diffusione che ha avuto in ambito sia civile che militare; per decenni abbiamo avuto a disposizione solo modelli artigianali in resina o vetroresina di varia levatura, ma sempre di scarsissima reperibilità. Grazie al dinamismo dimostrato dalle nuove case ceche abbiamo finalmente ben 2 famiglie di kits nelle principali scale modellistiche, la 1/48 e la 1/72.

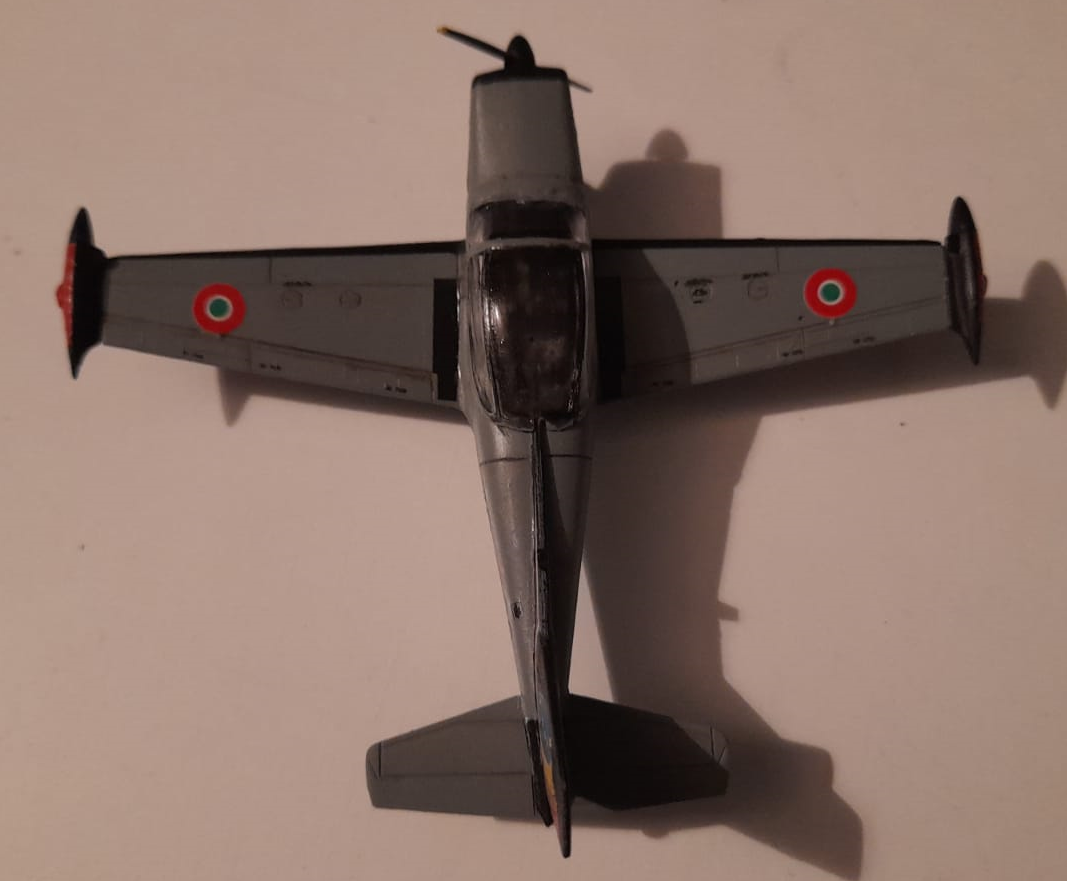
Modello in scala 1/72 di Aermacchi SF-260 da kit KP, foto originale e modello di Saracinelli Camillo.

Nella scala più grande la Kovozavody Prosteyov (nota anche come KP o Kopro) offre ben 4 confezioni, di cui una dedicata alla versione TP con turboelica, che permettono di spaziare tra svariate livree ed esemplari e dovrebbe essere seguita a breve dalla Special Hobby con un suo kit. Entrambe le proposte dovrebbero essere di buona qualità, secondo i moderni standard di produzione.
Nella scala 1/72 si ripropone la doppia offerta: la KP offre ben 6 confezioni, 2 dedicate alla variante TP, mentre la Special Hobby offre 2 scatole, la seconda con il tettucio bombato delle ultime versioni.
A questi si aggiunge il modello prefabbricato in metallo tipo diecast del 2010 dell'editore Rizzoli-Corriere della Sera (RCS), parte di una collezione pubblicata in edicola. Un SF-260 AM in scala 1/100 del 207º Gruppo, parte del 70º Stormo, in livrea d'addestramento arancione. Il velivolo in questione, 70-46, aveva la matricola MM55015 e negli anni partecipò a svariati Open-Day in Italia e nel mondo, tra cui uno a Leeuwarden, nei Paesi Bassi, nel 1998.